# دریای نور

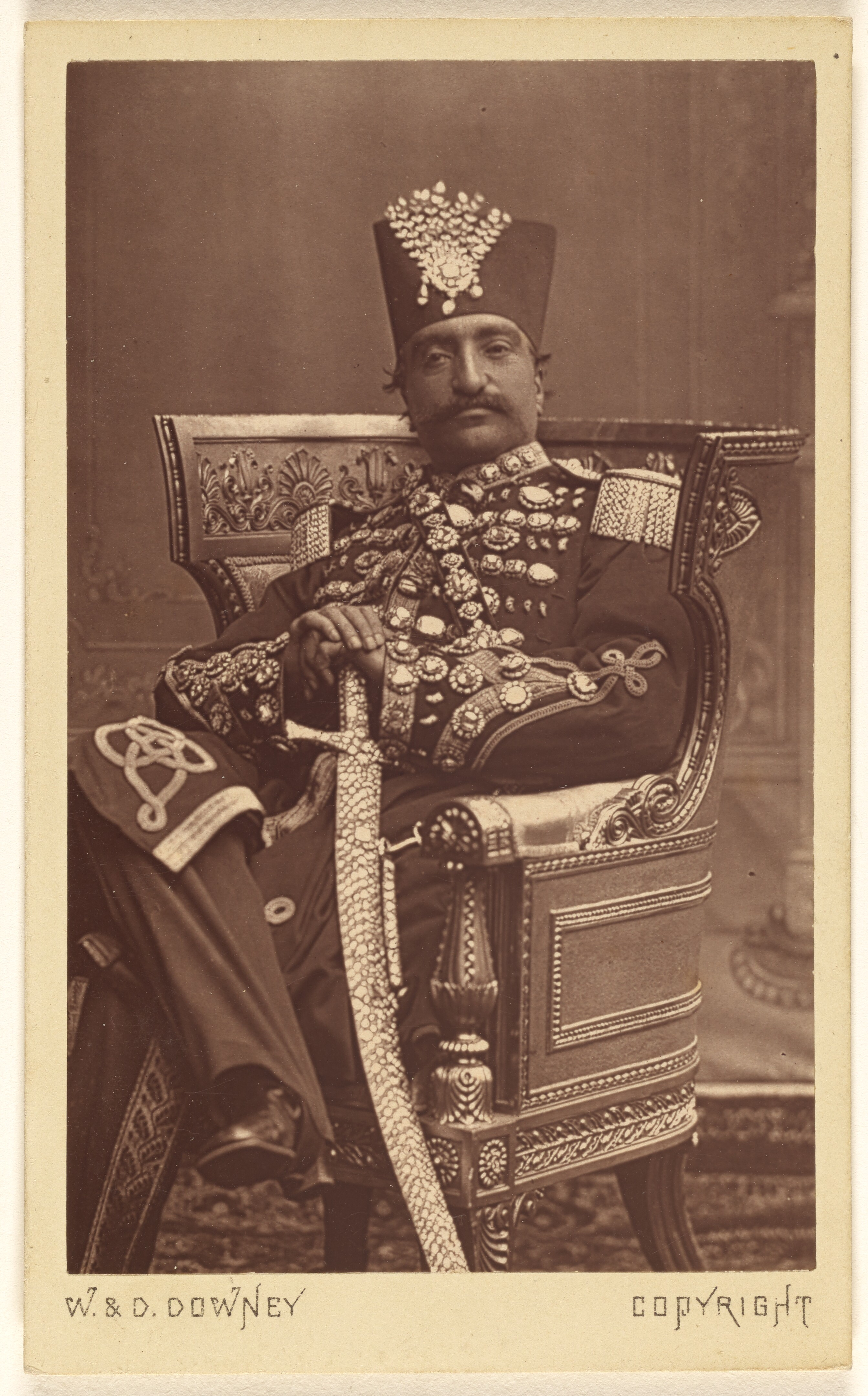
بر تاج ناصرالدین شاه قاجار

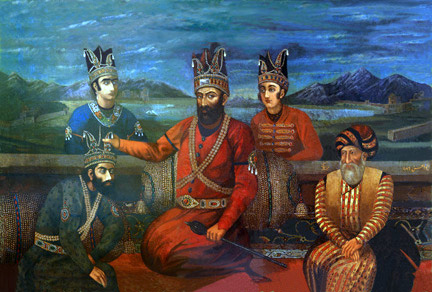
بر بازوی نادرشاه

دریای نور یک الماس صورتی رنگ و یکی از بزرگ‌ترین الماس‌های شناخته شدهٔ جهان و بزرگ‌ترین الماس صورتی جهان با وزن ۱۸۲ قیراط معادل ۳۶٫۴ گرم است. این الماس هم‌اکنون در موزه جواهرات ملی ایران در خیابان فردوسی تهران قرار دارد. گمان می‌رود این الماس و الماس نورالعین از یک الماس واحد بوده‌اند و بعد به دو تکه تراش خورده‌اند.

## تاریخچه
تاریخچهٔ این الماس به اساطیر و افسانه‌ها می‌رسد. در حملهٔ امیر تیمور به غارت رفت و به دست محمدشاه هند رسید.
این الماس در جنگ با هند در سال ۱۷۳۹ میلادی همراه با نادرشاه افشار بوده‌است. دریای نور پس از قتل نادرشاه به نوهٔ او شاهرخ‌میرزا (آخرین پادشاه افشار) رسید و سپس به دست امیر علم خان خزیمه و بعد به محمدحسن‌خان قاجار و بعد به لطفعلی‌خان زند و سر انجام به دست آقامحمدخان قاجار افتاد.
او برای تولیت این گوهر قیمتی منصبی مخصوص قرار داده بود.
این جواهر در زمان محمدعلی‌شاه و هنگام شکست وی از مشروطه‌خواهان به سفارت روسیه برده شد که توسط مشروطه‌خواهان بازپس داده شده و هم‌اکنون در موزهٔ بانک مرکزی واقع در خیابان فردوسی تهران قرار دارد.
زوج این الماس که کوه نور نام داشت، پس از مرگ نادرشاه توسط سرداران افغانستانی از ایران به هند بازگردانده شد و پس از مدتی نصیب کمپانی هند شرقی بریتانیا شد و مدتی بعد نیز روی تاج ملکه انگلستان نصب شد.

## مشخصات

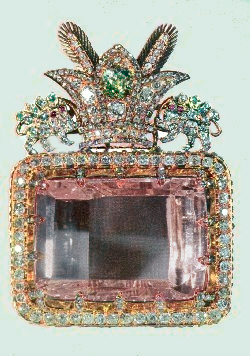
از معروف ترین جواهرات کل تاریخ ایران

دریای نور درشت‌ترین الماس برلیان در میان گوهرهای سلطنتی ایران و یکی از گوهرهای معروف جهان است. گفته می‌شود این الماس هزار سال پیش کشف و استخراج شده‌است. وزن آن اکنون هفت مثقال و ۲۰ نخود، یعنی در حدود ۱۸۲ قیراط و صورتی است ولی پیش از تراش بیشتر از این بوده‌است. (پاییز ۱۳۹۵ بعد از چهل سال مجدداً وزن شد و ۱۸۰٫۵۷ قیراط به‌دست آمد)
رنگ این الماس یکی از استثنایی‌ترین و کمیاب‌ترین رنگ‌ها میان الماس‌های برلیان شناخته شدهٔ جهان است. ارزش این الماس چنان است که به عنوان پشتوانهٔ پول ملی ایران، «ریال»، نیز بود.

## وضعیت نصب
دریای نور تا زمان ناصرالدین‌شاه در وسط یکی از بازوبندهای سلطنتی نصب می‌شد، ولی در زمان او که استفاده از بازوبند منسوخ شد، آن را به صورت پیش کلاه درآوردند و در قابی زرین با شیر و خورشید و تاج مرصع به ۴۵۷ قطعه برلیان ریز و عالی و چهار قطعه یاقوت قرار دادند. این الماس برلیان از دو سو تراش خورده و به شکل هرم مثلث‌القاعده‌ای است که قاعدهٔ آن چهار سانتی‌متر درازا و سه سانتی‌متر پهنا دارد و دو سوی دیگر حدود دو سانتی‌متر است. همهٔ سطوح دریای نور صاف و یک نواخت است، جز یک سمت آن که فتحعلی‌شاه با کندن عبارت «سلطان صاحبقران فتح‌علی‌شاه قاجار ۱۲۴۴»، از ارزش آن کاسته‌است.

## نام‌گذاری معابر
در تهران خیابانی به نام دریای نور نام‌گذاری شده بود که پس از انقلاب به جواد سرافراز تغییر نام داده شد.